# Matmos
Matmos es un dúo de música electrónica experimental de San Francisco, que trabaja con el sello Matador. Está formado por M. C. (Martin) Schmidt y Drew Daniel, aunque usualmente colaboran también con otros artistas en sus discos o performances, como J Lesser por ejemplo. Muchos de sus trabajos podrían considerarse como una versión pop de la música concreta. El nombre Matmos tiene que ver con el lago hirviente de endemoniada cal que se ubica bajo la ciudad Sogo en la película de 1968 Barbarella.[cita requerida] El nombre también podría tener origen en el sueco, que significaría literalmente "comida machacada".[cita requerida]

## Obra significativa
En 1998, Matmos remezcló el sencillo de Björk Alarm Call. Posteriormente, Matmos trabajó con Björk en sus álbumes Vespertine (2001) y Medúlla (2004), así como en sus tours Vespertine y Greatest Hits.
Matmos ganó notoriedad por el uso de samples de origen poco habitual, como por ejemplo los sonidos de "pelo recién cortado" de su primer álbum o los obtenidos a partir de operaciones quirúrgicas y otros procesos médicos.

## Discografía

### Álbumes
- Matmos (1998, OLE-380)
- Quasi-Objects (1998, OLE-381)
- The West (1999)
- A Chance to Cut Is a Chance to Cure (13 de marzo de 2001, OLE-489)
- The Civil War (2003)
- The Rose Has Teeth in the Mouth of a Beast (2006, OLE-677)
- Supreme Balloon (2008)
- Treasure State, con So Percussion (2010)

### EP
- Full On Night (2000, Quarterstick)
- California Rhinoplasty (2001 Feb 12, OLE-501)
- Rat Relocation Program (2004)
- For Alan Turing (2006)

### Edición limitada
- Matmos Live with J Lesser (2002)
- A Viable Alternative to Actual Sexual Contact, como Vague Terrain Recordings (2002, Piehead Records)
- “A Paradise of Dainty Devices: interludes, micromedia & sound edits” (edición limitada de 100, para su tour "Wet Hot EuroAmerican Summer Tour", 2007)
- Polychords